# Orange County Choppers
Orange County Choppers (OCC) je americká motocyklová firma, která se specializuje nejenom na zakázkovou výrobu chopperů, ale také na sériovou výrobu, maloobchod, výrobu vlastních dílů a oblečení. Firmu založil v roce 1999 Paul Teutul Senior s jeho starším synem Paulem Teutulem Juniorem, původně jako přidružená výroba k rodinnému podniku Orange County Iron Works.
Firma sídlí v Orange County ve státě New York, nikoli v Kalifornii, jak se mnoho lidí v počátcích domnívalo. Šéfem firmy je Paul Teutul starší, v OCC dříve pracovali i jeho dva synové: Paul Teutul Jr. (mechanik, designer a majitel 20% podílu firmy OCC) a Michael "Mikey" Teutul (asistent generálního manažera). V roce 2009 Paul Jr. odešel po neshodách s otcem od OCC a založil si po roce vlastní společnost Paul Jr. Designs.
Televizní stanice Discovery Channel a následně Prima Cool uvádí sérii televizních programů s názvem „Americký chopper“, ve kterých představuje proces stavby tematicky zaměřených motocyklů v Orange County Choppers a Paul Jr. Designs.

## Aktuální pracovníci OCC
- Paul Teutul Sr.
- Steve Moreau
- Robert MacD
- Lisa Nazaro
- Jim "JQ" Quinn
- Rick Petko
- Mike Amorati
- Nick Hansford
- Christian Welter
- Ron Salsbury
- Jason Pohl

## Původní zaměstnanci
- Paul Teutul starší
- Paul Teutul mladší
- Michael „Mikey“ Teutul
- Vincent DiMartino
- Rick Petko
- Jason Pohl
- Cody Connelly
- Nick Hansford
- Christian Welter

## Motocykly stavěné v pořadech
- Black Widow
- Firefighter
- Liberty Bike
- New York Jets
- POW/MIA
- Comanche Bike
- Cody's Old School Project
- Mikey's Blues
- Jet
- Senior Old School
- Snap-On Bike
- I, Robot
- Christmas Bike
- Dixie Chopper
- Lance Armstrong
- Mikey/Vinnie
- Carroll Shelby
- David Mann
- Junior's Dream
- Davis Love III
- Lincoln Mark LT
- Police Bike
- CAT
- Gillete
- NAPA Drag
- Shuttle Tribute
- Bike
- Jorge Posada
- Rick Dream
- Paul Jr. Military Auction Bike
- Paul Sr. Military Auction Bike
- FANtasty Bike
- Senior Vintage Bike
- Wendys Bike
- Sunoco
- Bill Murray
- LUGZ
- Billy Joel
- Bike
- Eragon
- Go Daddy Chopper
- Flow Chopper
- Make A Wish Bike
- Build-off Paul Jr. Bike
- Build-off' Paul Sr. Bike